# 富士型戦艦
| 富士型戦艦         | 富士型戦艦 |
| ------------------ | --- |
| 満艦飾を施した富士 | |
| 艦級概観           | |
| 艦種               | 戦艦 |
| 艦名               | |
| 前級               | 扶桑 |
| 次級               | 敷島型戦艦 |
| 性能諸元（富士）   | |
| 排水量             | 常備：12,533トン（富士） 12,320トン（八島） |
| 全長               | 122.6m 114.0m（水線長） |
| 全幅               | 22.3m |
| 吃水               | 8.1m |
| 機関               | 形式不明石炭専焼円缶10基（八島：14基） +直立型三段膨張式三気筒レシプロ機関2基2軸推進 |
| 最大出力           | 13,500hp 14,000hp（八島） |
| 最大速力           | 18.3ノット 18.7ノット（八島） |
| 航続距離           | 10ノット/4,000海里（常備） 10ノット/7,000海里（満載） |
| 燃料               | 石炭：700トン（常備） 1,200トン（満載）（八島：1,110トン） |
| 乗員               | 726名 |
| 兵装               | アームストロング 30.5cm（40口径）連装砲2基 アームストロング 15.2cm（40口径）単装速射砲10基 オチキス 4.7cm（43口径）単装機砲20基 オチキス 4.7cm（33口径）単装機砲4基 45.7cm水上魚雷発射管1門 45.7cm水中魚雷発射管4門                                        |
| 装甲               | ハーベイ鋼 舷側：356～406～457mm（水線部主装甲） 甲板：63.5mm（主甲板） 主砲塔：356mm（前盾）、229mm（側盾）、-mm（天蓋） 主砲バーベット部：356mm（甲板上部）、229mm（甲板下部） 副砲ケースメイト部：51～152mm 司令塔：356mm（側盾、最厚部）、76mm（天蓋） |

富士型戦艦（ふじがたせんかん）は日本海軍の前弩級戦艦で同型艦は2隻である。2隻ともイギリスで建造され1897年に竣工した。2番艦の「八島」は日露戦争で戦没したが、1番艦「富士」は太平洋戦争終結まで48年間海軍に在籍していた。
本型はイギリス海軍の前弩級戦艦「ロイヤル・サブリン級」（竣工1892年〜1894年）の改良型であるが、いくつかの最新の技術が用いられた。

## 建造の経緯
1880年代後半に日本の仮想敵国であった清国は定遠級「定遠」と「鎮遠」の2隻のドイツ製戦艦を就役させた。この2隻は常備排水量7,144トン、主武装はクルップ製 30.5cm連装砲2基などであった。これに対し、当時日本海軍が保有していた「扶桑」は常備排水量3,717トン、主武装はクルップ 24cm単装砲4基などで劣勢は明らかであった。
| 艦級             | 常備 排水量 | 主武装                       | 速力       | 舷側 装甲 | 甲板 装甲 |
| ---------------- | ----------- | ---------------------------- | ---------- | --------- | --------- |
| 戦艦「定遠」     | 7,144トン   | 30.5cm（20口径）連装砲2基4門 | 14.5ノット | 356mm     | 76mm      |
| 装甲艦「扶桑」   | 3,717トン   | 24cm（20口径）単装砲4基4門   | 13ノット   | 231mm     | 0mm       |
| 金剛型コルベット | 2,250トン   | 17cm（-口径）単装砲3基3門    | 13.7ノット | 137mm     | 0mm       |
| 浪速型防護巡洋艦 | 3,709トン   | 26cm（35口径）単装砲2基2門   | 18ノット   | 0mm       | 76mm      |
| 松島型防護巡洋艦 | 4,278トン   | 32cm（35口径）単装砲1基1門   | 16ノット   | 0mm       | 40mm      |
| 砲艦「赤城」     | 622トン     | 12cm（-口径）単装砲4基4門    | 10ノット   | 0mm       | 0mm       |

そのため、日本は「定遠」と「鎮遠」に対抗できる戦艦の建造を計画したが、予算が付かなかったため建造できずにいた。1892年、11400トン級の戦艦の建造が計画されたものの、又も予算不足で廃案になりかけた。だが、翌年に明治天皇が宮廷費節約、公務員の俸給1割減という勅令を出しようやく予算が確保された。建造はイギリスに発注され、「富士」はテムズ造船所、「八島」はアームストロング社エルジック造船所で1894年に起工されたが竣工は1897年で日清戦争には間に合わず参加できなかった。

## 概要
本型は、イギリス海軍の前弩級戦艦「ロイヤル・サブリン級」の基本設計を用いた。加えて次級のマジェスティック級戦艦で採用した技術も取り入れている。さらにイギリスは輸出軍艦で自国海軍用の軍艦に将来採用する技術のテストを行う戦略を採っており、本型もその方針に則り主砲などの最新の技術がイギリス海軍の採用に先立って取り入れられた。
主砲は、新設計の「アームストロング 30.5cm（40口径）砲」を採用した（イギリス海軍ではさらに後のフォーミダブル級戦艦で採用された）。
また日本戦艦として初めて全面を装甲板で覆った連装式砲塔に主砲を収めた。これは「マジェスティック級」の形式を採用したものである。ただし砲塔を定位置に戻さなければ火薬庫からの給弾はできないという弱点が残っていた。
装甲は舷側水線457mm、甲板63.5mm、司令塔356mmであり、甲板を除く厚さは後の大和型戦艦をも凌ぐものである。これは本型の原型である「ロイヤル・ソブリン級」が、主装甲に以前からの「複合甲鉄（コンパウンド・アーマー）」を採用し、装甲厚が必要だったためである。これは表側に硬く脆い鋼鉄を、裏側に柔らかく靭性がある錬鉄という二種類の鉄板を貼り合わせた厚い装甲で、その重量のため主装甲の広範囲に装甲を張れず、防御力としてはのちの戦艦に劣ることとなった。なお主装甲以外の装甲には1889年に実用化されたばかりのハーベイ鋼を多用した。これは炭素鋼に浸炭焼入れを施し一枚だけで硬さと靭性を両立した。
富士型には主装甲にもハーベイ鋼を採用し減厚できる可能性もあった（イギリスではマジェスティック級戦艦で採用）。しかし、重心の変動などに対応して設計を変更しなければならず緊迫する極東情勢に間に合わなくなってしまうため設計を変更せずに建造された。
なお次級の敷島型戦艦では主装甲にもハーベイ鋼を採用し厚さも半分に減らし、装甲をより広範囲に張ることが可能になった
機関は主機レシプロ蒸気機関2基、主缶石炭専燃缶10基で出力は13500hp、2軸推進で速力は18.3ktである。
また、「富士」と「八島」は同型艦であるが相違点が多くある。建造費は「富士」が1,038万円、「八島」が1,050万円であった。

## 艦形

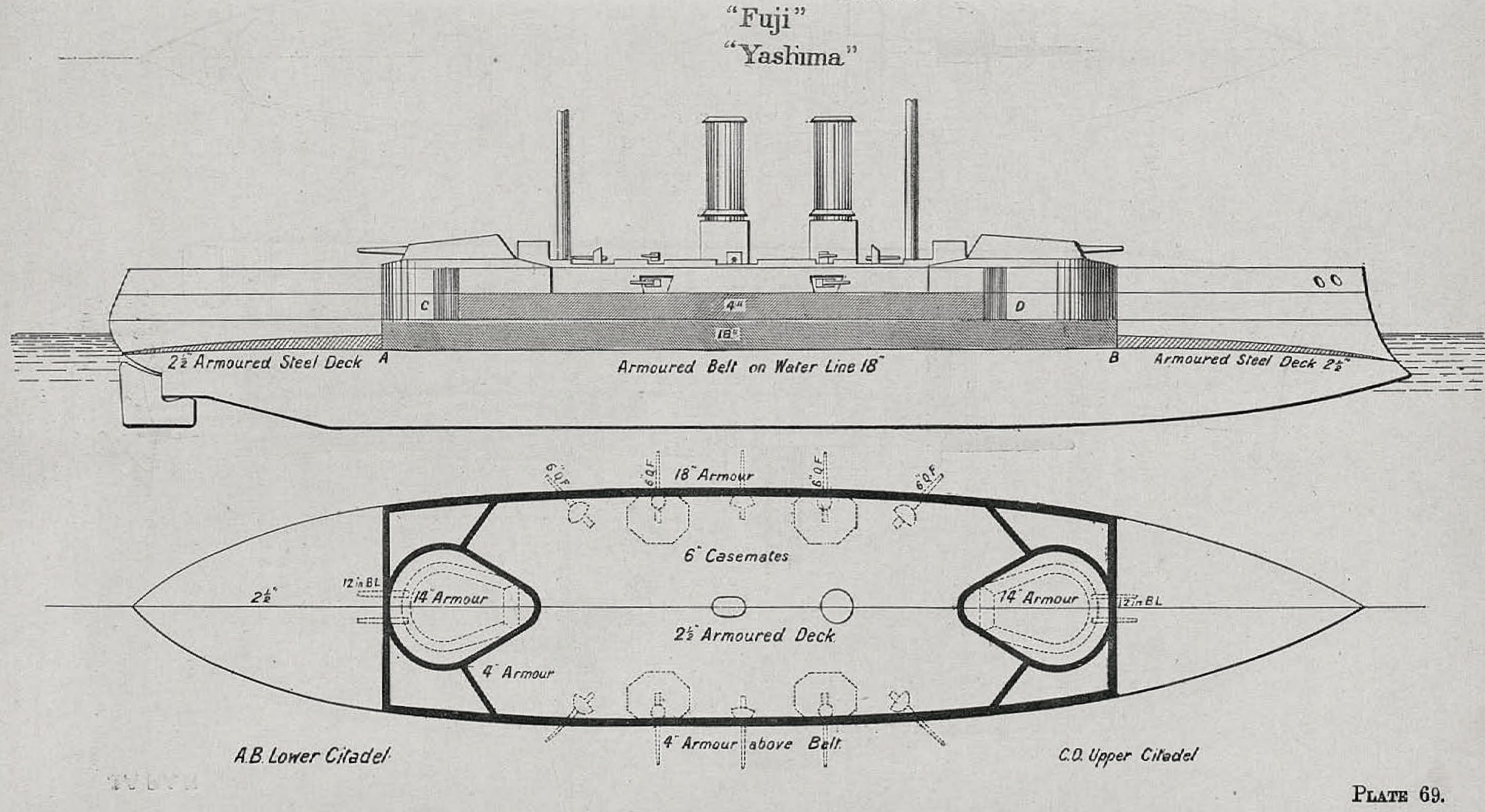
本型の武装・装甲配置を示した図。砲塔の後部が尖っているのは揚弾筒と装填機構があるため。

本型の船体形状は乾舷の高い平甲板型船体で衝角の付く艦首から艦首甲板上に30.5cm連装主砲塔が1基、その背後に司令塔を組み込んだ箱型艦橋からミリタリーマストが立つ。ミリタリーマストとはマストの上部あるいは中段に軽防御の見張り台を配置し、そこに37mm～47mmクラスの機関砲（速射砲）を配置した物である。これは、当時は水雷艇による奇襲攻撃を迎撃するために遠くまで見張らせる高所に対水雷撃退用の速射砲あるいは機関砲を置いたのが始まりである。形状の違いはあれどこの時代の列強各国の大型艦に多く用いられた様式であった。
本艦のミリタリーマストは外部に梯子を持つ円筒状となっており、頂部と中段に見張り台が設けられた。前部ミリタリー・マストの背後には2本煙突が立ち（本型のタイプシップである「ロイヤル・サブリン級戦艦」に代表される、当時のイギリス装甲艦・戦艦が、機関室の前後長を短縮するために、煙突を並列に配置しているのに対し、本型およびそれ以降の日本戦艦は、煙突を前後に配置している）、その周囲は煙管型の通風筒が立ち並ぶ艦載艇置き場となっており、2本1組のボート・ダビッドで運用された。艦載艇置き場の後部には基部にクレーンの付く後部ミリタリー・マストが立ち、その後ろの後部甲板上に2番主砲塔が配置された。

### 主砲

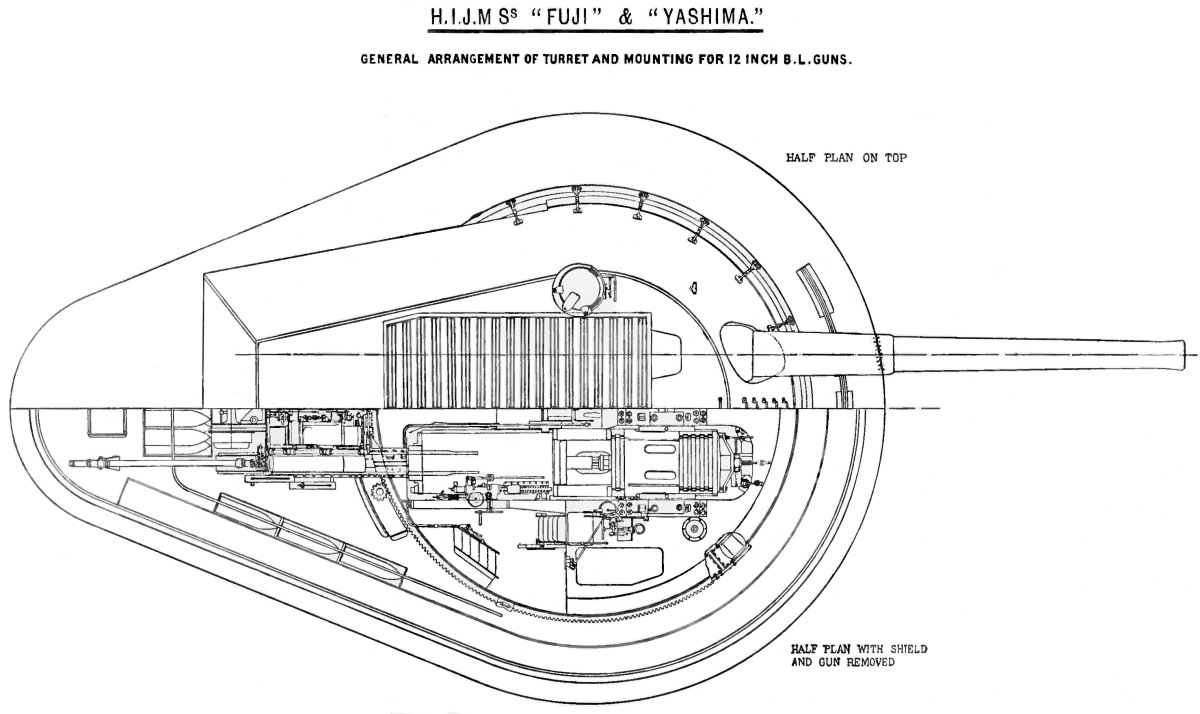
本型の主砲塔の上面図。

本型の主砲は新設計の「アームストロング 30.5cm（40口径）砲」を採用した。その性能は386kgの砲弾を、最大仰角15度で13,700 mまで届かせられた。この砲を新設計の連装砲塔に収めた。俯仰能力は仰角15度、俯角5度である。旋回角度は単体首尾線方向を0度として左右150度の旋回角度を持つ、主砲身の俯仰・砲塔の旋回・砲弾の揚弾・装填は主に水圧で行われ、補助に人力を必要とした。発射速度は5分1発であった（砲塔内の砲弾・装薬庫未使用の場合）。この砲を新設計の連装式砲塔に収めた。製造元のイギリス海軍でさえ本型の原型となった「ロイヤル・サブリン級」では砲身の基部が露出した露砲塔であったのに比べ、本型は完全に装甲で覆われた現代の砲塔形式と同じ物となっており、防御能力は格段に向上していた。しかし砲塔旋回機構の構造が複雑であったために弾薬庫から砲弾を輸送する揚弾筒が従来と同じくバーベットとは別個であり、揚弾の際には首尾線方向に砲塔を戻す必要があった（既にフランス海軍では揚弾筒内蔵のバーベットが実用化されていた）。砲塔の形状が洋ナシ形の奥に向けて尖った形状となっているのはこれが原因である。発射のたびに砲塔を戻す手間を省くため揚弾筒の上部脇に5斉射分の砲弾・装薬庫を設けているが、被弾時に誘爆の危険性があるので次型である敷島型では揚弾筒内蔵のバーベットが採用された。また砲塔の上部は発射時の爆煙の換気機構の能力不足を補うためにスリット状となっており、ここに敵弾を受けた時には容易に貫通を許す不具合があった。

### その他の備砲・水雷兵装
副砲には「アームストロング 15.2cm（40口径）速射砲」を採用した。その性能は45.4kgの砲弾を、仰角20度で9,140mまで届かせられた。この砲を単装砲架で舷側に片舷5基（ケースメイト式2基、非ケースメイト式3基）ずつ計10基配置した。俯仰能力は仰角20度・俯角5度である。旋回角度は150度の旋回角度を持つ、砲身の俯仰・砲塔の旋回・砲弾の揚弾・装填は主に人力を必要とした。発射速度は毎分5～7発の設計であった。
他に近接戦闘用にフランス製の「オチキス 4.7cm（43口径）単装機砲」を採用した。その性能は1.5kgの砲弾を仰角12度で5,944mまで届かせられる優秀砲でイギリスでライセンス生産され、この時代の主流対水雷艇砲として第一次世界大戦末期まで用いられた。この砲を単装砲架で20基を装備した。俯仰能力は仰角25度・俯角5度である。砲身の俯仰・砲塔の旋回・砲弾の揚弾・装填は主に人力を必要とした。発射速度は毎分20発であった。他に「オチキス 4.7cm（33口径）単装機砲」を単装砲架で4基、対艦攻撃用に45.7cm魚雷発射管を単装で1基、水中装備で単装4基を装備した。

## 同型艦
- 富士
- 八島